# Windorf (Leipzig)

Karte von Windorf (1828)

Windorf ist ein Stadtteil im Südwesten von Leipzig. Seine Geschichte ist aufs Engste mit dem unmittelbar nördlich gelegenen Großzschocher verbunden, das für die Entwicklung des Dorfes maßgeblich war. Eine selbständige Siedlungsentwicklung existiert daher nicht.

Historische Ansichtskarte von Windorf

## Geschichte
Windorf wurde im 12. Jahrhundert als Gassendorf gegründet. Eine erste urkundliche Erwähnung als Wintdorf („windiger Ort“ oder „Wendendorf“) datiert von 1327. Belegt ist, dass der Ort im 13. Jahrhundert den Rittern von Karras gehörte und 1361 in den Besitz der Ritter (von) Pflugk gelangte, die auch Herren des Ritterguts Großzschocher waren. Ab 1592 gehörten das Rittergut Großzschocher und das Rittergut Windorf Carl von Dieskau. Seine häufige Abwesenheit führte dazu, dass das Gut allmählich verfiel. Windorf wurde im Dreißigjährigen Krieg (1637), im Nordischen Krieg (1706) und im Siebenjährigen Krieg (1763) geplündert und verwüstet.

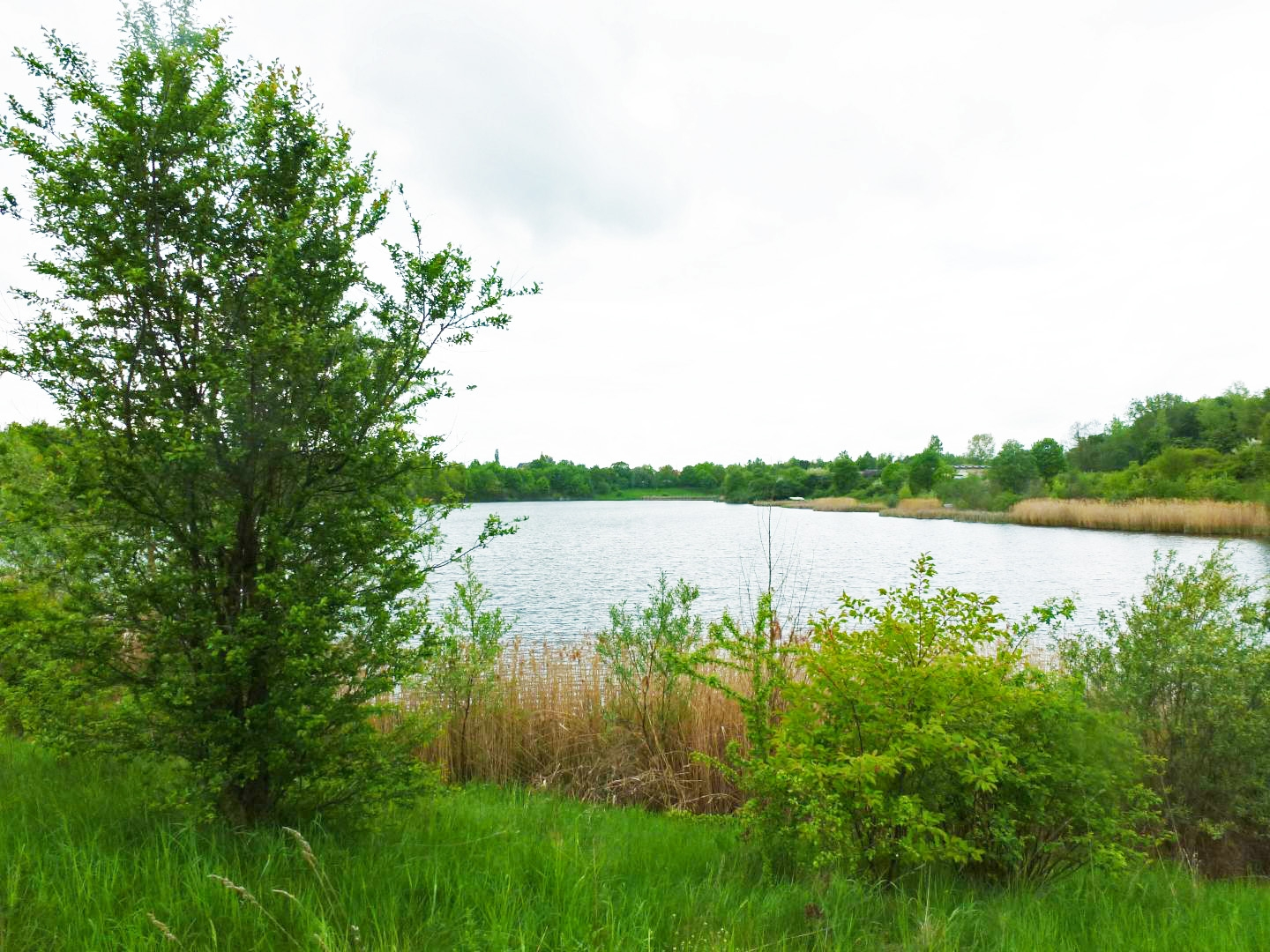
Naturbad Südwest

Am 15. April 1839 wurde nach Einführung der sächsischen Landgemeindeordnung der erste Gemeinderat gewählt. Windorf hatte zum damaligen Zeitpunkt etwa 300 Einwohner; 26 Jahre später hatte sich die Einwohnerzahl auf 404 erhöht. Windorf 
gehörte bis 1856 zum kursächsischen bzw. königlich-sächsischen Kreisamt Leipzig. Die Industrialisierung schritt – verglichen mit dem unweit gelegenen Plagwitz – nur zögerlich voran: 1875 wurde eine Dampfziegelei und 1895 eine Tempergießerei eröffnet. Am 16. August 1897 erfolgte die Eingemeindung der 800 Einwohner zählenden Gemeinde nach Großzschocher, das sich in „Großzschocher-Windorf“ umbenannte. 
Zwischen Windorf und Knautkleeberg erstreckt sich das Naturbad Südwest, eine ehemalige Kiesgrube.